# 조 양자
조 양자(趙襄子, ? ~ 기원전 425년)는 조나라의 종주(趙氏宗主)이다. 성은 영(嬴), 씨는 조(趙), 이름은 무휼(毋卹)이다.
진(晉)나라에는 지(智)씨, 조(趙)씨, 한(韓)씨, 위(魏)씨, 범(范)씨, 중항(中行)씨가 소국을 형성하고 있었다. 지씨 당주 지백 요(智伯 搖)가 옹립한 애공(哀公)이 즉위한 지 수년 후, 지백은 한(韓), 위(魏), 조(趙)를 포섭하여 범씨, 중항씨을 몰아내고 그들의 영토를 분할하여 차지하였다. 진나라 35대 출공(晉出公)은 삼환과 전씨에게 범씨와 중항씨을 내쫓고 영토를 차지한 지씨, 한씨, 조씨, 위씨의 종주(宗主)를 죽여달라는 문서를 보냈다가 지백요에게 발각되어 살해되었다. 이후, 실권을 잡은 지백요는 삼진(三晉), 즉 한(韓), 위(魏), 조(趙)의 당주에게 영토를 반환할 것을 요구하는데, 조 양자는 영토를 주기를 거부한다.
기원전 455년, 지백요는 자신의 제의를 거절한 조 양자를 제거하기 위해 한 강자(韓康子)와 위 환자(魏桓子)에게 연합을 요청한다. 조 양자는 진양성(晋陽城)에서 지백요, 한 강자, 위 환자 연합군에 맞서 싸웠으나 정세가 불리하게 되었다.
조무휼은 재상 장맹담(張孟談)을 한 강자, 위 환자에게 보내어 지백요를 배반하기를 종용한다. 한 강자와 위 환자는 지백요를 배신하고 조 양자에게 협력한다.
기원전 453년, 조 양자는 지백요 진영을 쳐서 무너뜨리고, 지백요를 사로잡아 처형하였다. 이 시점에 진나라는 실질적으로 조, 한, 위, 세 나라로 분할되었다.
| 전 임 조 간자(趙 簡子) | 중국 춘추시대 조씨종주 기원전 475년 ~ 기원전 425년 | 후 임 조 환자(趙 桓子) |